# Antonești, Cantemir
Antonești este satul de reședință al comunei cu același nume  din raionul Cantemir, Republica Moldova.
La vest de sat este amplasată lunca inundabilă Antonești, o arie protejată din categoria rezervațiilor peisagistice.

## Demografie

### Structura etnică
Structura etnică a satului Antonești conform recensământului populației din 2004:
| Grup etnic                                               | Populație | % Procentaj  |
| -------------------------------------------------------- | --------- | ------------ |
| Băștinași declarați Moldoveni Băștinași declarați Români | 764 7     | 73,32% 0,67% |
| Bulgari                                                  | 257       | 24,66%       |
| Ruși                                                     | 7         | 0,67%        |
| Ucraineni                                                | 6         | 0,58%        |
| Alții                                                    | 1         | 0,10%        |
| Total                                                    | 1042      | 100%         |